# Molophilus multispinosus
Molophilus multispinosus är en tvåvingeart som beskrevs av Alexander 1923. Molophilus multispinosus ingår i släktet Molophilus och familjen småharkrankar. Inga underarter finns listade i Catalogue of Life.